# Финч-Хэттон, Кристофер, 15-й граф Уинчилси
Кристофер Гай Хенидж Финч-Хэттон (англ. Christopher Finch-Hatton, 15th Earl of Winchilsea, 10th Earl of Nottingham; 2 августа 1911 — 7 марта 1950) — британский пэр.
Титулы: 15-й граф Уинчилси (Пэрство Англии), 10-й граф Ноттингем (Пэрство Англии), 15-й виконт Мейдстон (Пэрство Англии), 10-й барон Финч из Давентри в графстве Нортгемптоншир (Пэрство Англии), 16-й баронет Финч из Иствуэлла в графстве Кент (Баронетство Англии) и 10-й баронет Финч (Баронетство Англии).

## Ранняя жизнь и образование
Родился 2 августа 1911 года. Единственный сын Гая Финча-Хэттона, 14-го графа Уинчилси (1885—1939) и его жены, американской наследницы Маргаретты Армстронг Дрексель (1885—1952). Он получил образование в Итонском колледже.
Его дедом по отцовской линии был Генри Стормонт Финч-Хаттон, 13-й граф Уинчилси (1852—1927), а его прадедом был адмирал сэр Генри Кодрингтон (1808—1877), который предоставил убежище на борту корабля Леопольду II, великому герцогу Тосканскому, и его семье, которые бежали от революционных сил, а затем командовал HMS Royal George в Балтийском море во время Крымской войны.
Его дедом по материнской линии был банкир Энтони Дж. Дрексель-младший (1864—1934) из Филадельфии, а его прадедом был Энтони Джозеф Дрексель (1826—1893), основатель Drexel, Morgan & Co., вместе с Джоном Morgan, в Нью-Йорке в 1871 году, а также основатель Университета Дрекселя в 1891 году.
Он получил звание лейтенанта Королевского военно-морского флота. Он воевал во Второй мировой войне.

## Личная жизнь
10 июля 1935 года он женился на графине Глэдис Сеченьи Шарвар-Фельсовидек (1913—1978), дочери графа Ласло Сеченьи Шарвар-Фельсовидека (1879—1938) и Глэдис Мур Вандербильт (1886—1965). Глэдис Вандербильт была дочерью Элис Клейпул Гвинн (1845—1934) и Корнелиуса Вандербильта II (1843—1899), президента и председателя Нью-Йоркской центральной железной дороги, и выросла в семейном доме на Пятой авеню, в Нью-Йорке и их летний «коттедж» The Breakers (построенный в 1893 году) в Ньюпорте, штат Род-Айленд . До развода в марте 1945 года у Финч-Хэттон и Сеченьи было двое сыновей:
- Кристофер Дэнис Стормонт Финч-Хаттон, 16-й граф Уинчилси (17 ноября 1936 — 26 июня 1999), который в 1962 году женился на Ширли Хэтфилд, дочери Бернарда Хэтфилда[8] .
- Достопочтенный Робин Хенидж Финч-Хаттон (1 ноября 1939 — 25 декабря 2018), который в 1962 году женился на Молли Айоне Пауэлл, дочери полковника Пэлгрейва Доусона Тернера Пауэлла[9].

17 июня 1946 года он женился во второй раз на Агнес Мэри Конрой (? — 22 июня 1964), дочери Патрика Джозефа Конроя, в церкви Корпус-Кристи в Лондоне. Второй брак был бездетным.
Лорд Уинчилси скончался 7 марта 1950 года в возрасте 38 лет и ему наследовал его старший сын Кристофер.